# Nordeste de Amaralina
Nordeste de Amaralina é um bairro brasileiro localizado na parte sul da cidade de Salvador, na Bahia. Ele junto aos bairros da Chapada do Rio Vermelho, Santa Cruz e Vale das Pedrinhas formam o complexo do Nordeste de Amaralina, conforme terminologia originária de operações policiais, ou o aglomerado de bairros Nordeste de Amaralina, conforme a conceituação de Clímaco Dias.

## Demografia
Foi listado como um dos bairros mais "perigosos" de Salvador, segundo dados do Instituto Brasileiro de Geografia e Estatística (IBGE) e da Secretaria de Segurança Pública (SSP) divulgados no mapa da violência de bairro em bairro pelo jornal Correio em 2012. Ficou entre os mais violentos em consequência da taxa de homicídios para cada cem mil habitantes por ano (com referência da Organização das Nações Unidas) ter alcançado o nível mais negativo "mais que 90", sendo um dos "piores" bairros na lista.